# خنده (فیلم)
خنده (انگلیسی: Laughter) یک فیلم است که در سال ۱۹۳۰ منتشر شد. از بازیگران آن می‌توان به فردریک مارچ، نانسی کرول، فرانک مورگان، و گلن آندرس اشاره کرد.